# Francesc Buils Huguet
Francesc Buils Huguet (Palma, 1964) és un polític mallorquí d'Unió Mallorquina.
Ha cursat estudis de màrqueting i gestió d'empreses. En 1992 va ingressar a Unió Mallorquina, de la que n'ha estat membre del consell polític. Ha ocupat càrrecs d'importància al Consell Insular de Mallorca com ara el de director insular de Medi Ambient i Natura i el de director insular de Funció Pública. També ha estat conseller executiu de Presidència de la institució insular.
L'any 2007 va ser nomenat pel president del Govern de les Illes Balears, Francesc Antich, conseller de Turisme de l'executiu balear.
Arran d'un conflicte en el si del seu partit, dimití com a conseller el setembre de 2008 i fou substituït per Miquel Nadal Buades. El 15 de març de 2010 va ser detingut dins de les actuacions del cas Voltor, acusat dels delictes de frau continuat a l'Administració, malversació de doblers públics i un delicte continuat de suborn. Sembla que una setmana abans de la detenció s'havia donat de baixa com a militant d'UM. Francesc Buils fou condemnat a tres anys de presó per malversació. En novembre de 2015 fou condemnat novament per haver subornat un periodista per tal que lloés la seva gestió. En 2016 fou jutjat novament amb altres dirigents d'Unió Mallorquina sota l'acusació d'haver manipulat el concurs de la concessió d'Inestur.